# Kong: The Animated Series
Kong: The Animated Series is een Amerikaanse animatieserie gebaseerd op het filmmonster King Kong. De serie werd gemaakt om mee te liften op het succes van Godzilla: The Series.
De serie liep in totaal 1 seizoen van 40 afleveringen. Daarnaast werd de serie omgezet tot een film getiteld Kong: King of Atlantis.

## Verhaal
De serie is een vervolg op de originele film. Nadat King Kong is gedood door de vliegtuigen op het Empire State Building, maakt de jonge wetenschapper Dr. Lorna Jenkins een kloon van hem. Deze kloon wordt teruggebracht naar Skull Island.
18 jaar later komen Lorna’s kleinzoon Jason, zijn vriend Tan en hun leraar Ramon De La Porta naar het eiland en ontdekken Kong. Ramon blijkt niet betrouwbaar te zijn en steelt de Primal-stenen die de balans op het eiland bewaren en de demon Chiros gevangen houden. In de rest van de serie reizen Kong, Jason, Tan en een eilandbewoonster genaamd Lua de wereld rond op zoek naar de stenen.

## Stenen
In de serie draait alles om de zoektocht naar 13 Primal-stones (Primal-stenen). Van deze stenen worden in de serie 11 bij naam genoemd:
- Primal Stone of Earth
- Primal Stone of Air
- Primal Stone of Fire
- Primal Stone of Water
- Primal Stone of Lightning
- Primal Stone of Stones
- Primal Stone of Infinity
- Primal Stone of Time
- Primal Stone of Antimatter (onzichtbaarheid)
- Primal Stone of Soul
- Primal Stone of Life and Death

## Cast
- Kirby Morrow - Jason Jenkins, Frazetti
- Scott McNeil - Eric "Tan" Tanenbaum IV, Omar
- Saffron Henderson - Lua
- Daphne Goldrick - Dr. Lorna Jenkins
- David Kaye - Professor Ramone De La Porta
- Nicole Oliver - Tiger Lucy
- Paul Dobson - Chiros
- Pauline Newstone - Harpy

## Afleveringen
1. The Return (Part 1 of 2)
2. The Return (Part 2 of 2)
3. Primal Power
4. Dark Force Rising
5. The Giant Claw Robberies
6. Dragon Fire
7. Mistress of the Game
8. Reborn
9. The Infinity Stone
10. Night of the Talons
11. Howling Jack
12. Hidden Fears
13. The Sleeping City
14. Top of the World
15. Master of Souls
16. Billy
17. Enlil's Wrath
18. Indian Summer
19. Welcome to Ramon's
20. DNA Land
21. Curse of the Great Dragon
22. Blue Star
23. The Renewal
24. Chiros Child
25. The Aquanauts
26. Cobra God
27. Windigo
28. Dangerous Melody
29. Green Fear
30. The Ice Giant
31. Framed
32. The Invisible Threat
33. Sir James Alex's Legacy
34. Lies
35. Return To Redwoods
36. Scared Songs
37. Apocalypse
38. Quetzalcoatl
39. The Thirteenth Stone
40. Interview with a Monkey